# Ертацмінда
Ертацмінда (змінена форма Естате Цмінда — святий Естате) — грузинська православна церква святого Евстате (Євстафія), побудована в першій половині XIII століття. Розташована в селі Ертацмінда муніципалітету Каспі.
З XVII століття храмом управляла родина Тархнішвілі. Стала місцем спочинку представників родини Саакадзе. Саме тут похована голова вбитого сина Георгія Саакадзе — Паати.

## Архітектура
Побудована з обробленого каменю церква стоїть на двох стовпах. По обидві сторони від вівтаря в два поверхи побудовані кімнати. Незважаючи на існування розпису, церква найбільш відома своїм фасадом. Всі чотири боки церкви прикрашені великим декорованим Хрестом.
Церква Ертацмінда стилістично повторює церкви XII–XIII століть, зокрема церкви Ікорта, Пітареті, Бетанія, Кватахеві та ін.

## Світлини

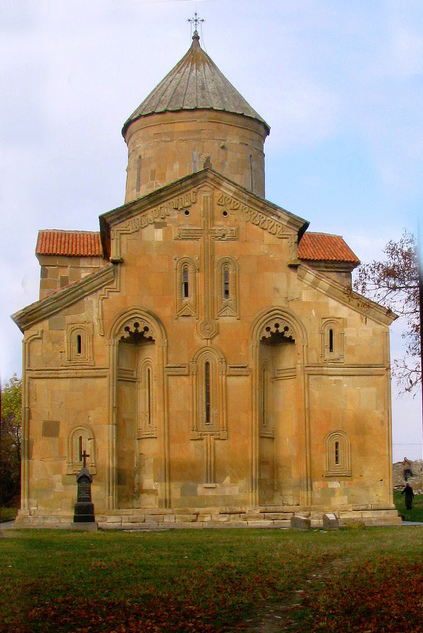
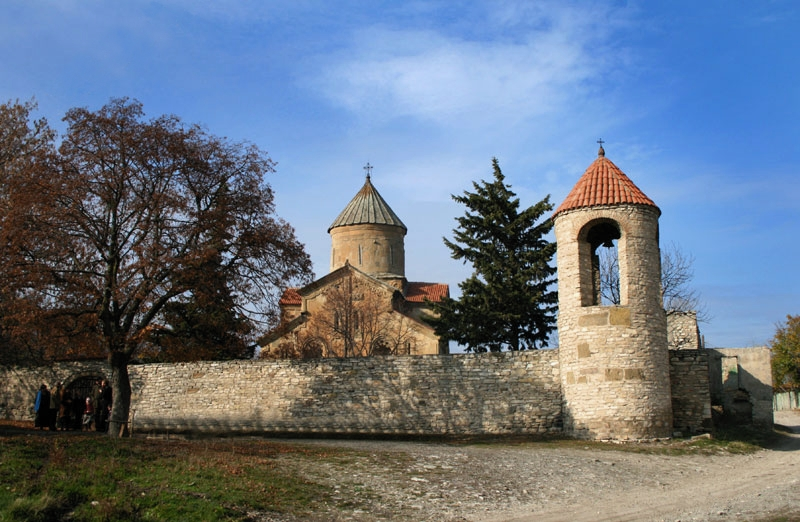
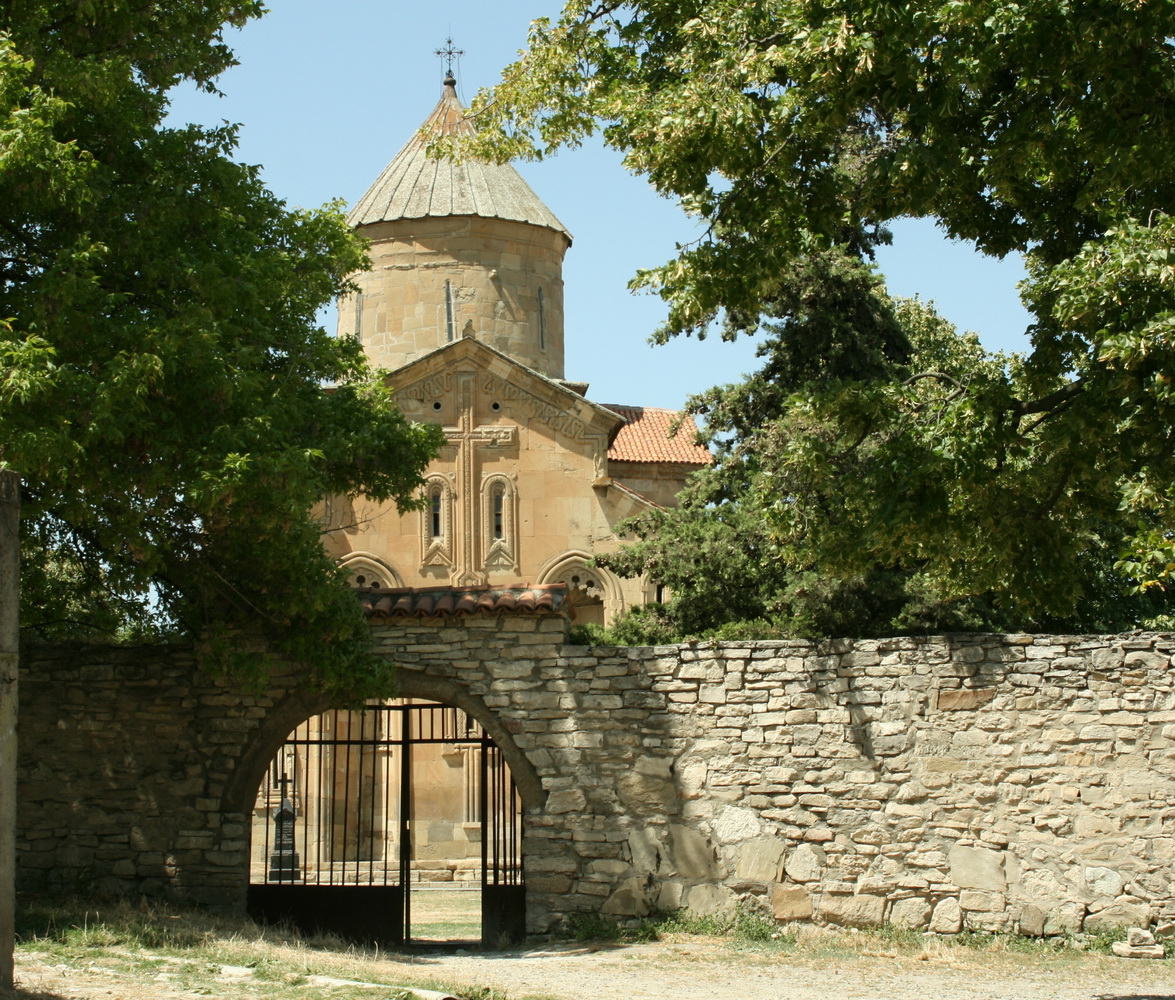